# Tavastia alticrista
Tavastia alticrista är en tvåvingeart som beskrevs av Dionys Rudolf Josef Stur och Wiedenbrug 2005. Tavastia alticrista ingår i släktet Tavastia och familjen fjädermyggor.
Artens utbredningsområde är Tyskland. Inga underarter finns listade i Catalogue of Life.